# دوشان کربیچ
دوشان کربیچ (انگلیسی: Dušan Čkrebić؛ زادهٔ ۷ اوت ۱۹۲۷ – ۷ آوریل ۲۰۲۲) سیاست‌مدار اهل صربستان بود. وی از ۵ مهٔ ۱۹۸۴ تا ۵ مهٔ ۱۹۸۶ رئیس‌جمهور این کشور بود.